# Kwik(I)jodide
Kwik(I)jodide is een anorganische verbinding van kwik, met als brutoformule Hg2I2. De stof komt voor als donkergele opake kristallen of als kristallijn poeder, dat vrijwel onoplosbaar is in water. De stof is lichtgevoelig en wordt omgezet naar kwik(II)jodide.
Kwik(I)jodide komt voor in de natuur als het mineraal moscheliet.

## Synthese
Kwik(I)jodide wordt bereid door het mengen van kwik en di-jood:
{\displaystyle {\ce {2Hg + I2 -> Hg2I2}}}
Het kan ook bereid worden door toevoegen van kaliumjodide aan een verdunde oplossing van kwik(I)nitraat. Een overmaat aan jodide dient hierbij vermeden te worden, omdat het ontstane kwik(I)jodide dan disproportioneert tot elementair kwik en tetrajodomercuraat(II).

## Toepassingen
In de 19e eeuw werd de stof veelvuldig als geneesmiddel gebruikt, onder andere ter behandeling van acne, syfilis en nierproblemen.

## Toxicologie en veiligheid
In lage dosissen veroorzaakt kwik(I)jodide overdreven speekselproductie, bloedend tandvlees en slecht ruikende adem. 
Een hoge dosis veroorzaakt het verlies van tanden, hemolyse en necrose van beenderen en weefsel. Symptomen van een hoge dosis zijn motorische ataxie, spiertrillingen en soms ook bloedig braaksel. 